# 托馬斯·克拉夫特
托馬斯·克拉夫特（德語：Thomas Kraft，1988年7月22日—）是一位德國足球運動員，司職門將，現時已退役。

## 生平
克拉夫特屬拜仁慕尼黑青訓球員，曾是拜仁慕尼黑二隊的主力守門員，亦是一隊三號門將。他於2008年7月17日參加了一場德國足球丙級聯賽的賽事，是為其首次參加職業賽事。2010/11年球季，因前門將雲昇離隊，成為佐治·畢特副手。在2010/11年下半季，被領隊雲高爾命名為正選門將。首場亮相為2010年德國超級盃，並協助球隊擊敗史浩克04奪冠。但於卡夫達犯錯而導致拜仁被紐倫堡迫和1-1，原本於季後離隊的雲高爾被迫提前下課，接手的永克尔重新起用畢特擔任一號門將。遭打落冷宮的卡夫達隨即宣佈季後離隊他投，2011年5月10日於來季重返德甲的哈化柏林取得卡夫達免費加盟，簽約四年。

## 外部連結
- fussballdaten.de：湯馬士·卡夫達之統計數據 （德文）
- Thomas Kraft at transfermarkt.de （德文）
- Thomas Kraft （页面存档备份，存于） on the official Bayern Munich Website （德文）